# NGC 2908
NGC 2908 é uma galáxia espiral (S?) localizada na direcção da constelação de Draco. Possui uma declinação de +79° 42' 05" e uma ascensão recta de 9 horas, 43 minutos e 31,2 segundos.
A galáxia NGC 2908 foi descoberta em 26 de Setembro de 1802 por William Herschel.